# Phyllophaga propinqua
Phyllophaga propinqua är en skalbaggsart som beskrevs av Moser 1918. Phyllophaga propinqua ingår i släktet Phyllophaga och familjen Melolonthidae. Inga underarter finns listade i Catalogue of Life.